# Шакамбари

Шакамбари

Шакамбари— воплощение вселенской матери Дурги в индуистской мифологии, в её аспекте плодородия. Согласно писаниям, злой демон Дургам хитростью выманил у Брахмы четыре Веды, и создал засуху, продолжавшуюся сто лет. Шакамбари победила его, после чего начался дождь, вернувший человечеству пищу.Главный храм богини Шакамбари Деви находится у подножия гор Шивалик в районе Сахаранпур штата Уттар-Прадеш и является старейшим храмом Богини.